# اولو-تلیاک
اولو-تلیاک (انگلیسی: Ulu-Telyak) یک شهرک در شهرستان ایگلینسکی استان باشقیرستان کشور روسیه است.